# Conde de Vizela
Conde de Vizela é um título nobiliárquico criado por D. Carlos I de Portugal, por Decreto de 22 de Dezembro de 1900, em favor de Diogo José Cabral.
Titulares
1. Diogo José Cabral, 1.º Conde de Vizela.

Após a Implantação da República Portuguesa, e com o fim do sistema nobiliárquico, usou o título: 
1. Carlos Alberto Cabral, 2.º Conde de Vizela.